# Plougourvest
Plougourvest [pluguʁvɛst] (en breton : Gwikourvest) est une commune du département du Finistère, dans la région Bretagne, en France.

## Géographie

### Situation
Plougourvest est une commune située dans le Léon au nord de Landivisiau et à une quinzaine de kilomètres au sud du littoral de la Manche. Elle ne fait pas partie de la Ceinture dorée stricto sensu, mais sa partie nord est désormais concernée par l'extension des cultures légumières de celle-ci, la commune n'étant pas éloignée de Saint-Pol-de-Léon.
Le finage de Plougourvest est à cheval sur la ligne de partage des eaux entre les bassins des petits fleuves côtiers coulant vers le nord et se dirigeant vers la Manche (le Stang, un affluent du Guillec, sert de limite communale à l'ouest avec Plougar et la partie nord-est du territoire communal est drainée par un affluent de rive gauche de l'Horn qui, plus en aval, coule au sud de la chapelle de Lambader et alimente le plan d'eau de Lanorgant, situés en Plouvorn, et sert pour partie, plus en amont, de limite orientale à la commune de Plougourvest, la séparant de Plouvorn) et le ruisseau de Kerfeunteniou, un modeste affluent de rive droite de l'Élorn, qui coule vers le sud et draine l'extrême sud du territoire communal. Les altitudes s'échelonnent entre 126 mètres (au sud-est du finage, entre Kerdurant et Quillivant) et 65 mètres d'altitude (à la limite nord-est de la commune, entre Troujoulen et Lambader), la majeure partie du finage communal formant un plateau légèrement incliné vers le nord, ce qui lui permet de bénéficier quelque peu sur le plan climatique de l'influence adoucissante de la mer. Le bourg est situé vers 106 mètres d'altitude.
La commune était traditionnellement un pays de bocage et conserve un habitat dispersé en nombreuses fermes isolées et petits hameaux. Le bourg s'est agrandi ces dernières décennies de quelques lotissements, en raison de la proximité de Landivisiau, où travaillent la plupart des nouveaux venus.
Plougourvest fait partie de la Communauté de communes du Pays de Landivisiau et traditionnellement du pays chikolodenn, initialement le nom de la coiffe portée par les femmes de la région de Saint-Pol-de-Léon.

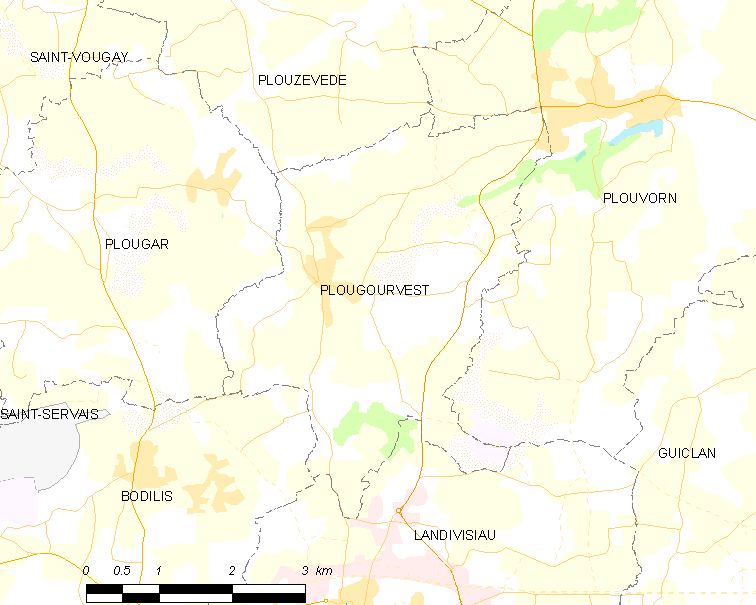
Carte de la commune de Plougourvest.

### Description du bourg
Jean Rohou décrit ainsi le bourg de Plougourvest en 2004 :

« Le bourg ne comportait qu'une dizaine de maisons bien séparées les unes des autres : certaines étaient des fermes, les autres y ressemblaient (...). Maintenant le bourg a quintuplé. Enlevez l'église, il ressemble à n'importe quel lotissement urbain. »

### Hydrographie
Pour un article plus général, voir Réseau hydrographique du Finistère.
La commune est située dans le bassin Loire-Bretagne. Elle est drainée par l'Horn, le Stang et divers autres petits cours d'eau,.
L'Horn, d'une longueur de 27 km, prend sa source dans la commune de Plouvorn et se jette  dans la Manche à Plougoulm, après avoir traversé sept communes. 

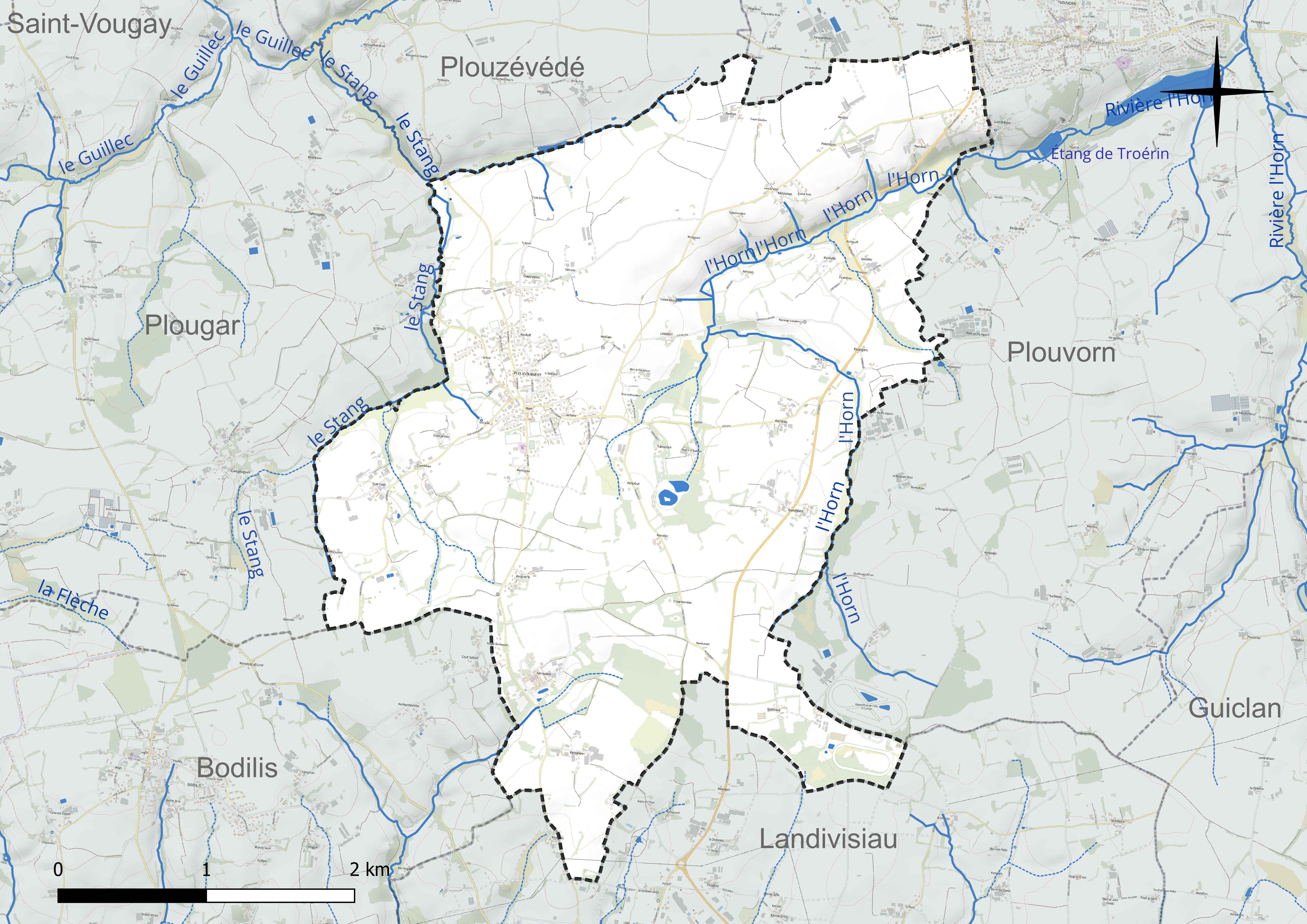
Réseau hydrographique de Plougourvest.

### Climat
Pour des articles plus généraux, voir Climat de la Bretagne et Climat du Finistère.
En 2010, le climat de la commune est de type climat océanique franc, selon une étude du CNRS s'appuyant sur une série de données couvrant la période 1971-2000. En 2020, Météo-France publie une typologie des climats de la France métropolitaine dans laquelle la commune est exposée à un climat océanique et est dans la région climatique  Finistère nord, caractérisée par une pluviométrie élevée, des températures douces en hiver (6 °C), fraîches en été et des vents forts. Parallèlement l'observatoire de l'environnement en Bretagne publie en 2020 un zonage climatique de la région Bretagne, s'appuyant sur des données de Météo-France de 2009. La commune est, selon ce zonage, dans la zone « Monts d'Arrée », avec des hivers froids, peu de chaleurs et de fortes pluies.  
Pour la période 1971-2000, la température annuelle moyenne est de 11,3 °C, avec  une amplitude thermique annuelle de 10,3 °C. Le cumul annuel moyen de précipitations est de 1 051 mm, avec 15,8 jours de précipitations en janvier et 8,2 jours en juillet. Pour la période 1991-2020, la température moyenne annuelle observée sur la station météorologique la plus proche, située sur la commune de Saint-Servais à 7 km à vol d'oiseau, est de 11,6 °C et le cumul annuel moyen de précipitations est de 1 160,4 mm,. Pour l'avenir, les paramètres climatiques de la commune estimés pour 2050 selon différents scénarios d'émission de gaz à effet de serre sont consultables sur un site dédié publié par Météo-France en novembre 2022.

## Urbanisme

### Typologie
Au 1er janvier 2024, Plougourvest est catégorisée commune rurale à habitat dispersé, selon la nouvelle grille communale de densité à 7 niveaux définie par l'Insee en 2022.
Elle est située hors unité urbaine. Par ailleurs la commune fait partie de l'aire d'attraction de Landivisiau, dont elle est une commune de la couronne,. Cette aire, qui regroupe 12 communes, est catégorisée dans les aires de moins de 50 000 habitants,.

### Occupation des sols
L'occupation des sols de la commune, telle qu'elle ressort de la base de données européenne d'occupation biophysique des sols Corine Land Cover (CLC), est marquée par l'importance des territoires agricoles (90,5 % en 2018), une proportion sensiblement équivalente à celle de 1990 (91,2 %). La répartition détaillée en 2018 est la suivante :
terres arables (58,9 %), zones agricoles hétérogènes (28,1 %), zones urbanisées (4,6 %), forêts (3,8 %), prairies (3,4 %), espaces verts artificialisés, non agricoles (1,1 %). L'évolution de l'occupation des sols de la commune et de ses infrastructures peut être observée sur les différentes représentations cartographiques du territoire : la carte de Cassini (XVIIIe siècle), la carte d'état-major (1820-1866) et les cartes ou photos aériennes de l'IGN pour la période actuelle (1950 à aujourd'hui).

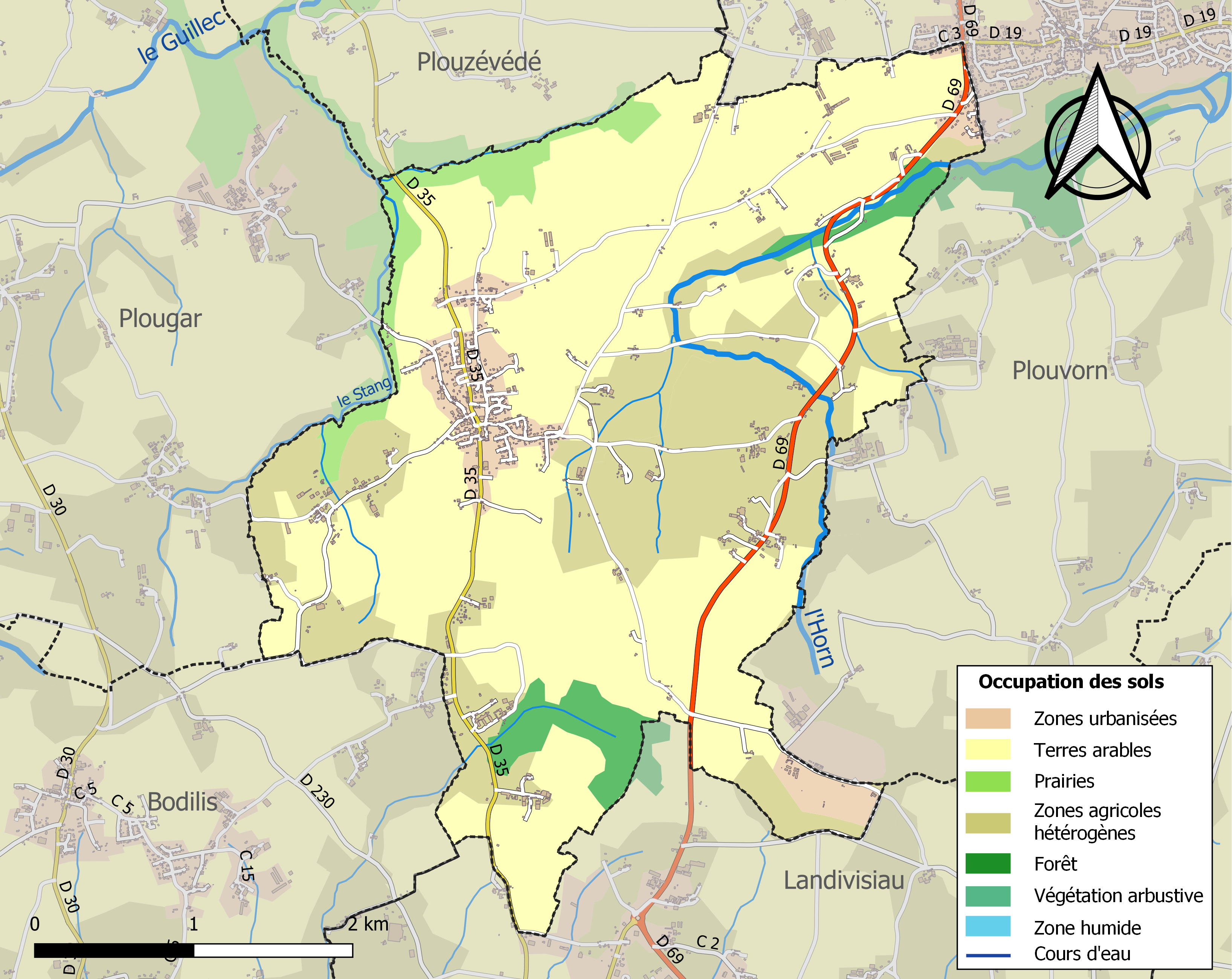
Carte des infrastructures et de l'occupation des sols de la commune en 2018 (CLC).

## Toponymie
Le nom de la localité est attesté sous les formes Plebegorvest en 1260, Ploegorguest en 1292, Ploeorguest vers 1330, Ploeourvest vers 1467, Ploeornest en 1481 et Ploervest en 1464 et en 1516.
Plougourvest vient du breton ploe (paroisse) et de Gourguest, saint breton.
Son nom en breton est Gwikourvest et « Guicourvest » en français au XVIIIe siècle.

## Histoire

### Préhistoire et Antiquité
Deux tumuli sont répertoriés, l'un à Lannurien, l'autre au Spernen. Des urnes cinéraires d'époque romaine et des tuiles gallo-romaines ont été trouvées à Lannurien et à Streat-Glas. Un bracelet en or fut trouvé en 1864 à Spernen, près de la voie romaine allant de Landivisiau à Roscoff.

### Moyen Âge
Lors de la Réformation de 1443, Guigourvest, y compris sa trève de Landivisiau, compte 7 nobles : Guyon de Coëtquelven (seigneur dudit lieu), Olivier Glaziou, Hervé de Landiviziau (sieur dudit lieu), Jean de l'Estang, Alain Nédélec, Jean Percevas (sieur du Mesgouin) et Yvon Prigent (sieur de Crechquelen), 8 lors la montre de Lesneven en 1481 et 9 lors de celle du 25 septembre 1503, aussi à Lesneven.
Une foire, ancêtre des foires de Landivisiau, fut créée en 1429 en peine campagne à Coatsabiec (alors en Plougourvest, désormais en Bodilis), aux alentours de la chapelle Saint-Mathieu, ancien prieuré de l'abbaye Saint-Mathieu de Fine-Terre. Ne trouvant pas à se loger dans les environs, les marchands passaient la nuit sur place, brûlant du bois pour se réchauffer. À la suite d'un incident survenu en 1768 (la foule tua un exempt [un policier] et blessa deux gendarmes qui voulaient arrêter un mendiant), la foire fut transférée à Landivisiau.

### Époque moderne
Le manoir de Lannurien fut construit à la fin du XVIe siècle par un noble :, M. de Penc'hoadic, mais il fut acheté au XVIIe siècle par un riche négociant et armateur de Morlaix, Hervé Barazer. La famille, bien que roturière, se fit appeler Barazer de Lannurien. La présence d'une chapelle, disparue depuis longtemps, est confirmée par l'existence d'une chapellenie qui a subsisté jusqu'à la Révolution française.
En 1534 Plougourvest compte 6 nobles dont François de Tournemine (seigneur de Coëtmeur), Hervé Geoffroy (seigneur de Rochglas) et Olivier Clocheur (seigneur du Mesgouin).
Au XVIIe siècle, la châtellenie de Daoudour est subdivisée en deux juridictions : celle de "Daoudour-Landivisiau", dite aussi "Daoudour-Coëtmeur", qui avait son siège à Landivisiau et comprenait Plouvorn et ses trèves de Mespaul et Sainte-Catherine, Plougourvest et sa trève de Landivisiau, Guiclan, Saint-Thégonnec, Guimiliau, Lampaul-Bodénès, Pleyber-Christ, Commana et sa trève de Saint-Sauveur, Plounéour-Ménez et pour partie Plouénan ; et celle de "Daoudour-Penzé", qui avait son siège à Penzé et comprenait Taulé et ses trèves de Callot, Carantec, Henvic et Penzé, Locquénolé, Saint-Martin-des-Champs et sa trève de Sainte-Sève.
Un aveu de 1683 évoque « le vieux château de Daoudour (...), ledit château à présent ruiné, situé près la ville de Landiviziau, paroisse de Guicourvest ; sur les fossés, douves et issues duquel château a été bâti des logements et jardinages appartenant au seigneur avouant, tant en fief qu'en domaine, à présent nommé "le terroir du Vieux Châtel", contenant sous ledit château, douves et issues, un journal ».
L'armorial du Léon cite comme nobles de Plougourvest pour la période 1674-1690 les sieurs de Coëtmeur, de Coëtquelven, de Coëtivelec, de Parscau, Glaziou (sieur de Landivisiau), Percevas (sieur du Mescouin), Prégent (sieur de Crec'hquelhen). En 1710 décède Gaspar Allain, sieur de Bazorne, lieutenant de la milice de Gwicourvest [Plougourvest] et receveur de la seigneurie de Landivisiau.
À Plougourvest, entre 1688 et 1693, 25,2 % des décès surviennent avant l'âge de 1 an et 50,4 % avant l'âge de 20 ans ; 11,7 % seulement après 60 ans. Famines et épidémies accroissent le nombre de morts à enterrer dans l'église, comme c'était alors la coutume : 65 morts à Plougourvest en 1761. En 1710, année de disette, sinon de famine, la mortalité augmenta de 32 % à Plougourvest par rapport aux deux années précédentes.
Les fonts baptismaux de l'église paroissiale de Plougourvest datent de 1667. Le recteur était alors « noble et vénérable Louis de Crésoles », selon une inscription.
Les prêtres avaient laissé le presbytère de Plougourvest se dégrader et le corps politique décida de le fermer. Le recteur saisit la justice et, le 7 décembre 1763, un arrêt du Parlement de Bretagne ordonne au corps politique de la paroisse de rendre les clefs du presbytère au recteur. Trois ou quatre grands chênes situés dans le cimetière sont vendus en 1766 pour subvenir aux réparations urgentes, ce qui n'empêche pas le nouveau recteur, Guillaume Le Fur, de trouver le presbytère et le cancel en mauvais état et d'en demander réparation aux héritiers de son prédécesseur.
Jean-Baptiste Ogée décrit ainsi Guicourvest en 1778 :

« Guicourvest, à 3 lieues un tiers au sud-sud-ouest de Saint-Pol-de-Léon, son évêché, à 39 lieues un tiers de Rennes et à 3 lieues deux-tiers de Landerneau, sa subdélégation. Cette paroisse ressortit à Lesneven et compte, non compris ceux de Landivisiau, sa trève, 1 200 communiants. La cure est présentée par l'Évêque. Ses maisons nobles sont Coetmeur, Coetquelven, l'Estang, Mescouin et Parcoz. Ce territoire est coupé de ruisseaux qui arrosent les prairies qui se trouvent sur leurs bords. Les terres sont fertiles en grains et lins ; on y cueille beaucoup de fruits et on y voit des landes »

En 1789, il subsistait deux maisons nobles à Plougourvest : L'Estang et Mescouin, et deux à Landivisiau : Coëtmeur et Coëtquelven.

### Révolution française
Le 4 février 1791, le maire de Plougourvest avise le district de Landerneau que le recteur et le vicaire de la paroisse « ont déclaré qu'ils ne prêteraient pas le serment de fidélité prescrit » à la Constitution civile du clergé ; le 4 novembre 1792, ceux-ci émigrent en Angleterre.

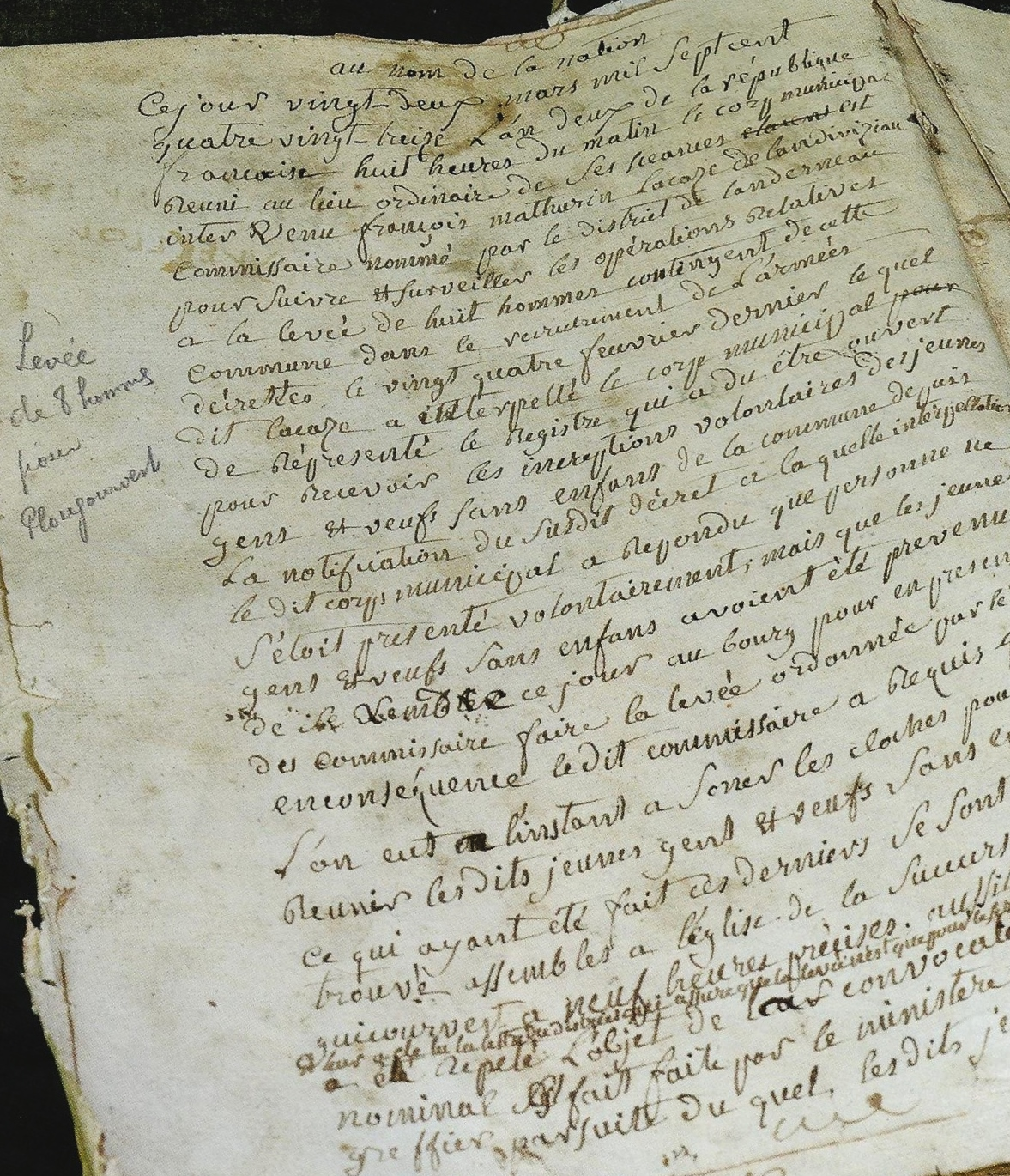
Page du registre des délibérations du corps municipal de Plougourvest en date du 22 mars 1793

L'attitude des habitants de Plougourvest lors de la levée en masse est connue avec précision grâce à la découverte récente du registre des délibérations de la commune : le 22 mars 1793, le corps municipal de Plougourvest répondit à François Mathurin Lacaze (de Landivisiau), commissaire nommé par le district de Landerneau, qu'aucun volontaire ne s'était présenté pour s'inscrire à la levée de 8 hommes demandée à la commune ; en conséquence le commissaire fit sonner les cloches et les hommes « se sont tous trouvés assemblés à l'église (...) à neuf heures précises ». L'assurance leur fut donnée que la levée n'était que « pour le service des côtes » et non pour aller se battre sur le front du nord-est (dans le cadre des Guerres révolutionnaires). Le corps municipal décida de tergiverser, demandant huit jours pour faire la "cueillette" avant de procéder au tirage au sort et fit observer que le nombre de soldats demandé était élevé (« plus de la moitié de celui de Landivisiau »). Finalement le tirage au sort eût lieu le 26 mars 1793... après la bataille de Kerguidu, une fois donc la défaite des insurgés connue.
En 1799, il n'y a plus que 46 marchands de toiles à Saint-Thégonnec (mais c'est encore la commune où ils sont les plus nombreux), 26 à Guiclan, 23 à Plouvorn, 16 à Bodilis, 10 à Landivisiau, 4 à Saint-Servais, 3 à Plougar, 2 à Plougourvest (Guillaume Le Guen à Lannurien et René Le Bihan à Rochglas).

### LeXIXesiècle

#### Les écoles de Plougourvest
Plougourvest a un instituteur dès 1813. En 1833, 53 % en hiver et 40 % en été des garçons de 5 à 12 ans étaient scolarisés, mais dans un local obscur, humide et malsain. La construction d'une nouvelle école est décidée en 1843 (elle est achevée 5 ans plus tard). En 1855, à la demande du Conseil municipal, un vicaire instituteur est nommé par l'évêque pour remplacer le maître laïc qui exerçait précédemment (62 élèves étaient inscrits en 1867 dans une classe unique) ; une nouvelle école des garçons est construite en 1873, mais est victime d'un incendie en 1895 et une autre est alors construite, la précédente devenant la mairie) ; l'effectif est de 91 élèves en 1906, une deuxième classe ouvrant en 1907 seulement).
Une école de filles ouvrit en 1848 mais ferma rapidement ; ce n'est qu'en 1872 qu'une école de filles ouvrit à nouveau, en grande partie grâce à une donation de la comtesse Marie Aimée Charlotte Le Gac de Laurabu, veuve Bizien du Lézard ; elle est tenue par les Sœurs de l'Immaculée Conception de Saint-Méen. Une école publique de filles ouvrit vers la fin du XIXe siècle, mais ses effectifs culminèrent à seulement 9 élèves en 1919 (elle ferma vers 1925) alors que l'école privée catholique en accueillait entre 106 et 153 entre 1912 et 1920, dont une trentaine d'internes.

#### Les autres faits duXIXesiècle
Le 22 septembre 1840, un arrêté du maire de Plougourvest rappelle la suppression du droit de vaine pâture dans la commune.
L'alcoolisme était alors important : le 16 mai 1844, Alain Guiader, maire de la commune, « considérant les malheurs et les désordres qui se multiplient au sein de la population rurale par suite de funestes habitudes d'intempérance » décide une limitation des horaires d'ouverture des cabarets.
En 1846 à Plougourvest, 49 % des terres étaient cultivées (dont 23 % en froment, 22 % en avoine, 16 % en orge, 16 % en trèfle et luzerne, 8 % en sarrasin, 5 % en pommes de terre, 5 % en panais, 3 % en choux, navets, betteraves et rutabagas, 2 % en lin et chanvre ; étonnamment le seigle n'était pas cultivé alors que c'était pourtant une culture fréquente dans la région), 38 % étaient en landes et bruyères, 2 % en bois et taillis, 2 % en prés naturels. La commune comptait à cette date 158 chevaux, 312 ovins, 64 porcs et 105 ruches qui produisaient 1 260 kg de miel,.
Le journal Océan précise en 1847 qu'à Plougourvest règne « une affreuse misère ». En 1853, le Conseil municipal indique qu'il y a dans la commune « 200 personnes cherchant l'aumône » (sur une population de 1 302 habitants). Le pourcentage de conscrits illettrés à Plougourvest entre 1858 et 1867 est de 48 %.
A. Marteville et P. Varin, continuateurs d'Ogée, décrivent ainsi Plougourvest en 1853 :

« Plougourvest : commune formée de l'ancienne paroisse dite Guicourvest ; aujourd'hui succursale. (...) Principaux villages : Guéruas, Kerduff, Lostallon, Keridiou, Keroulé, Mez-Gouin, Villeneuve, Kersaliou. Superficie totale : 1 508 hectares, dont (...) terres labourables 734 ha, prés et pâtures 101 ha, bois 24 ha, landes et incultes 471 ha (...). Moulins : quatre (dont le Moulin du Stang et le Moulin neuf). L'une des sources du Leg, ou Léguer, est en cette commune(impossible que ce soit le Léguer bien connu dans les Côtes d'Armor). Géologie : micaschiste. On parle le breton. »

— A. Marteville et P. Varin, Dictionnaire historique et géographique de la province de Bretagne
Le 22 septembre 1868, jour de la foire Saint-Mathieu dans le hameau de Coatsabec, alors en Plougourvest (désormais en Bodilis), la foule tue un exempt et blesse deux gendarmes qui voulaient arrêter un mendiant. À la suite de cet incident, la foire de Coatsabiec fut transférée à Landivisiau ; c'est l'origine de la foire Saint-Mathieu de cette ville.
Gilles Cardinal, originaire de Plougourvest, soldat au 75e de ligne, fut blessé lors de la bataille de Gravelotte pendant la Guerre de 1870.
Un nouveau presbytère est construit en 1871, l'ancien étant insalubre ; la destruction de ce dernier permit d'agrandir le cimetière.
Le tracé du chemin d'intérêt commun no 21 (actuel RD 35), allant de Landivisiau à la mer, via Plougourvest, Tréflaouénan et Cléder, est adopté en 1873 et les travaux sont en cours en 1880, ainsi que pour le chemin allant vers Lambader.
Un arrêté du Préfet du Finistère en date du 8 août 1882 suspendit de ses fonctions le maire de Plougourvest, « une somme ayant été allouée pour être distribuée aux indigents de la commune à l'occasion de la fête nationale, le maire n'a pas fait de cette somme l'emploi qui était prescrit ».
En 1896, un document indique que les Sœurs de l'Immaculée Conception de Saint-Méen assistaient et soignaient gratuitement les malades de Plougourvest à domicile.
« À Plougourvest, dans mon enfance, nous parlions encore des deux cordelées, la longue et la brève, à l'origine subdivisons fiscales, devenues associations d'entraide. Elles ne fonctionnaient plus, mais on devait en principe assister à l'enterrement de toute personne de sa cordelée ».

### LeXXesiècle

#### La Belle Époque
Le 9 janvier 1903, Kerbiriou, curé de Plougourvest, fait partie des 31 prêtres du diocèse de Quimper dont les traitements sont retenus par décision du gouvernement Combes « tant qu'ils ne feront pas emploi de la langue française dans leurs instructions et l'enseignement du catéchisme » car ils utilisaient le breton.
La décision de construire une école des filles à Plougourvest est prise en 1905.
L'inventaire des biens d'église a lieu à Plougourvest le 2 mars 1906. « À notre arrivée, le tocsin a été sonné et la protestation ci-annexée a été lue. L'église, remplie de fidèles, était fermée. Sur nos instances, Monsieur le Recteur a donné l'ordre d'ouvrir et nous avons pu procéder à l'inventaire, et cela au milieu d'une nombreuse assistance chantant des cantiques ».

« Monsieur, nous, membres du conseil de la fabrique de Plougourvest et la représentant, affirmons que nous subissons une violence et protestons contre l'acte que vous allez poser. Cet acte inventorial, contraire à la Constitution de l'Église, vient d'être réprouvé et condamné pa Notre Seigneur Père le pape Pie X. »

Le journal L'Univers du 6 septembre 1909 relate le mariage à Plougourvest du comte François de Goësbriand, capitaine au 3e régiment d'infanterie coloniale, avec Mlle Élisabeth de Quengo de Tonquédec, fille de l'ancien zouave pontifical, capitaine des mobiles et maire de Plougourvest Urbain de Quengo de Tonquédec.

#### La Première Guerre mondiale

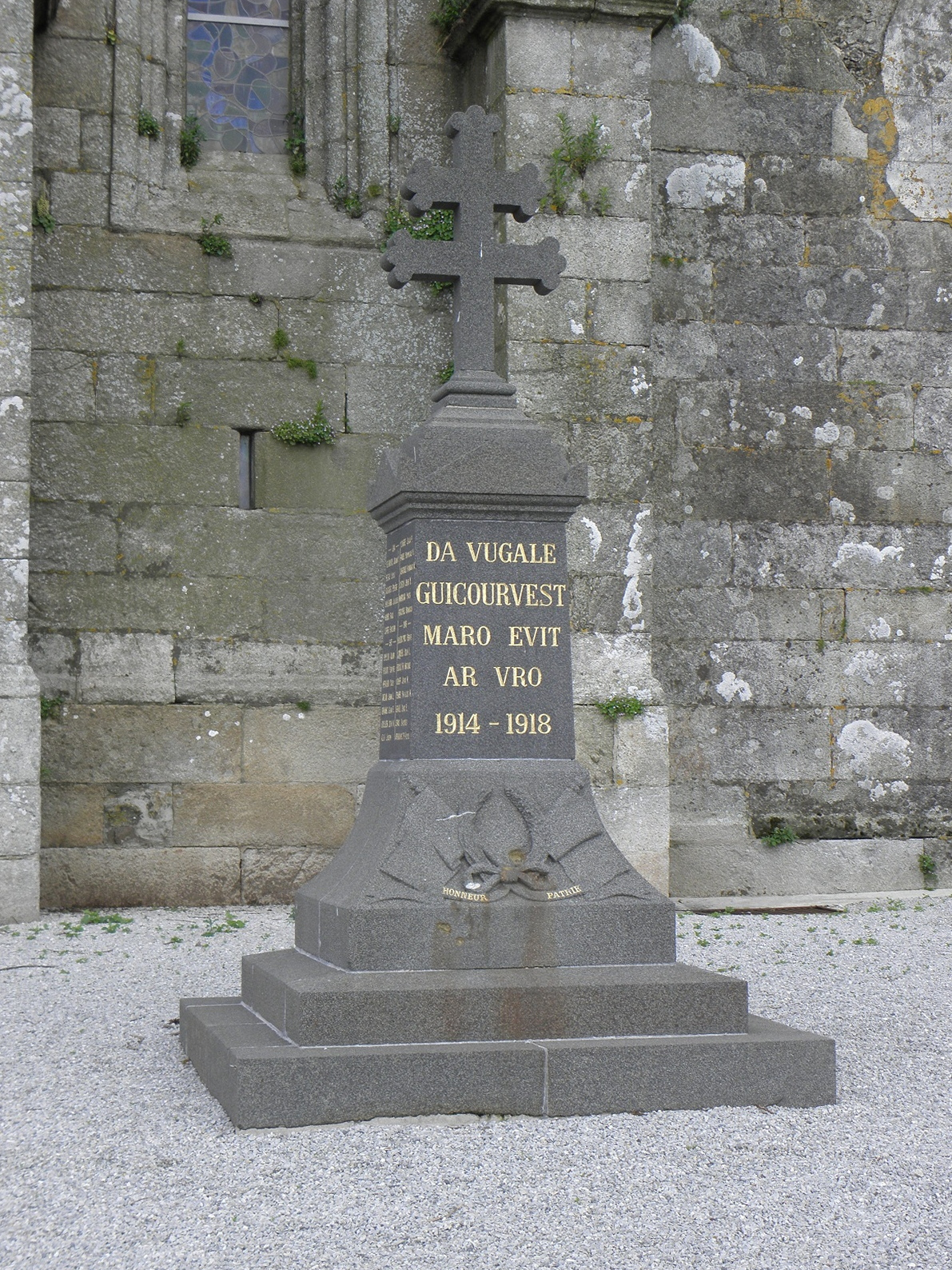
Le monument aux morts de Plougourvest

Le monument aux morts de Plougourvest porte les noms de 54 soldats et marins morts pour la France pendant la Première Guerre mondiale ; parmi eux deux au moins sont morts sur le front belge dès août 1914 (Goulven Corre à Arsimont le 21 août 1914 et Jacques Malgorn à Rossignol le lendemain) ; Alain Olier, soldat au 260e régiment d'infanterie, est tué à l'ennemi à Sgenovo en Serbie dans le cadre de l'expédition de Salonique le 16 mars 1917; deux (Jean Cabon, Alain Lenez) sont morts alors qu'ils étaient prisonniers en Allemagne ; la plupart des autres sont morts sur le sol français.

#### L'Entre-deux-guerres

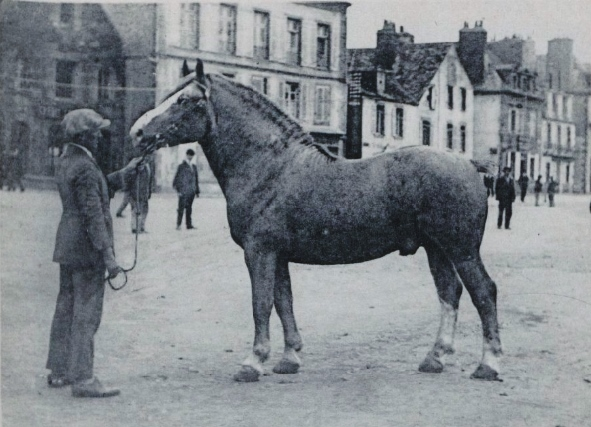
Un cheval trait postier breton élevé à Plougourvest (photographie datant de 1926)

La ligne ferroviaire à voie métrique exploitée initialement par les Chemins de fer armoricains allant de Plouescat à Rosporden ouvre en 1912 et dessert notamment une gare située à Plougourvest ; cette voie ferrée croise à Landivisiau celle des Chemins de fer de l'Ouest. Le train est surnommé An tren patatez (le "train des pommes de terre"). Son exploitation fut reprise par les Chemins de fer départementaux du Finistère en 1921. La ligne ferma en 1946.
Le 22 novembre 1925, le Conseil municipal de Plougourvest vote le principe de l'électrification de la commune, mais un devis ne fut établi qu'en 1938 et l'électrification ne fut réalisée qu'après la Seconde Guerre mondiale.
En 1934 tous les chemins vicinaux et la plupart des chemins ruraux donnant accès aux fermes étaient empierrés à Plougourvest, ce qui était loin d'être le cas sans la plupart des communes bretonnes de l'époque où les chemins creux, de véritables bourbiers en période hivernale, prédominaient encore largement.
En 1934, l'école publique de garçons du bourg est regroupée avec celle du Gouezou, une école de hameau.
Le 2 juillet 1935, le Conseil municipal de Plougourvest décide de refuser toute organisation de bal public dans la commune.
L'élevage des chevaux, notamment de postiers bretons, était alors très pratiqué à Plougourvest, plusieurs d'entre eux, des étalons, furent primés et vendus à divers haras.
Le manoir de Kervoanec, où habitait jusque-là une branche de la famille de Quengo de Tonquédec, devint hospice et dispensaire en 1935.
Claude-Marie Mével fut recteur de Plougourvest entre 1933 et 1956.
Plougourvest avait à cette époque une école catholique pour les filles et une école laïque pour les garçons.

#### La Seconde Guerre mondiale
Le monument aux morts de Plougourvest porte les noms de 4 personnes mortes pour la France pendant la Seconde Guerre mondiale : parmi elles Francis Miossec, quartier-maître à bord du cuirassé Bretagne, victime de l'attaque anglaise à Mers el-Kébir le 3 juillet 1940 et Joseph Méar, mort en captivité en Allemagne en 1941.
Pendant la guerre, l'école publique des garçons de Plougourvest fut occupée par les Allemands et dut se replier dans un hangar situé près de la gare.
49 hommes de Plougourvest furent prisonniers en Allemagne pendant la Seconde Guerre mondiale ; parmi les hommes de la commune âgés de 20 à 40 ans, un sur quatre le resta pendant cinq ans.

#### L'après Seconde Guerre mondiale
Le 14 décembre 1944, une des quatre statues de Notre-Dame de Boulogne, celle de l'itinéraire occidental, fut accueillie à Plougourvest : « À Plougourvest, tout le monde se pressait pour l'accueillir au pied d'un arc de triomphe à l'entrée de la paroisse, maire et recteur en tête. Tout le monde l'accompagna au long d'autres monuments triomphaux jusqu'à la sortie [de la paroisse]. Certains marchaient sans chaussures, sur 5 km de routes caillouteuses, les pieds en sang ». Ce fut « sans doute un des derniers avatars d'une religion populaire collective mi-procession mi-croisade, où se mêle une ancienne pastorale de la peur et l'espoir du renouveau » a écrit Yann Celton.
En 1945 à Plougourvest, tous les hommes sauf six et toutes les femmes sauf trois allaient régulièrement à la messe. « La plus belle cérémonie était celle de la Fête-Dieu au printemps : une procession sur près de 500 mètres, jusqu'à un reposoir en forme d'autel pour le Saint Sacrement, dans un espace tendu de draps ornés de boutons de roses. Le sol était couvert de sciure de bois teinte, entourée de marc de café et parsemée de fleurs de genêts et de digitales, disposées en figures géométriques ».
En 1946, le recteur de la paroisse, outrepassant ses pouvoirs, dit aux parents de Jean Rohou qu'ils étaient excommuniés car ils mettaient leur fils à « l'école du diable » en l'envoyant dans un collège public. L'ouverture d'une école privée catholique de garçons en octobre 1949 entraîna une véritable désertion de l'école publique : 71 élèves pour l'école catholique contre 12 pour l'école laïque et seulement 6 l'année suivante. L'école publique n'accueille plus que 2 élèves en 1969 et ferme alors en septembre 1969.
En 1949 une école privée catholique de garçons remplace l'école publique qui existait jusque-là. En 1961, l'école catholique de filles, forte de 3 classes, passe dans le giron de la Congrégation des Filles du Saint-Esprit de Saint-Brieuc.
L'électricité arrive à Plougourvest en 1950, même si le principe de l'électrification de la commune avait été voté dès 1925.
En 1954, Plougourvest comptait parmi ses terres cultivées 27 % en froment, 16 % en avoine, 4 % en orge, 11% en trèfle et luzerne, 14 % en pommes de terre, 27 % en choux, navets et betteraves, 1 % en lin et chanvre ; la commune comptait alors 410 chevaux, 1085 bovins, 12 ovins et 776 porcs. En 1979, le maïs est devenu la culture dominante, devançant le blé ; les cultures légumières ont beaucoup progressé, surtout les artichauts et les choux-fleurs, mais aussi les brocolis, petits pois et haricots verts, occupant désormais 10 % de la S.A.U. et devançant désormais les pommes de terre ; les prairies, le plus souvent temporaires, occupent 44 % de la surface agricole utile ; le nombre des bovins a alors augmenté de 48 % par rapport à 1954, celui des porcs a été multiplié par dix et celui des volailles par cent, en raison de l'essor des élevages hors-sol ; par contre les chevaux ont disparu (remplacés par des tracteurs : ils étaient déjà 50 en 1961). En 2004, 85 % des fermes recensées en 1930 avaient disparu, permettant l'agrandissement des exploitations subsistantes.
Un soldat originaire de Plougourvest, Robert Roué, est mort pendant la Guerre d'Algérie.
En 1968, le conseil municipal de Plougourvest décida de détruire les deux-tiers du cimetière entourant l'église pour faire un parking
Le club de football, qui avait été créé avant la Seconde Guerre mondiale, mais mis en sommeil ensuite, est baptisé "Étoile filante de Plougourvest" (dénommé ainsi en raison de la forme géographique de la commune qui ressemble à une étoile à cinq branches) en 1968 lors de sa recréation.

### LeXXIesiècle
En 2012, l'hippodrome de Landivisiau, situé en fait sur la commune de Plougourvest, a été transformé en "Équipôle du pays de Landivisiau".

#### Les transformations de Plougourvest
Jean Rohou décrit en ces termes en 2004 les changements survenus depuis sa jeunesse dans sa commune natale : « Le cimetière est devenu pelouse. Le bourg est plein de pavillons avec garage, comme dans n'importe quelle banlieue. Dans la campagne, il n'y a presque plus de talus, les cultures sont entièrement différentes et les vaches ont changé de couleur ».

## Démographie
L'évolution du nombre d'habitants est connue à travers les recensements de la population effectués dans la commune depuis 1793. Pour les communes de moins de 10 000 habitants, une enquête de recensement portant sur toute la population est réalisée tous les cinq ans, les populations de référence des années intermédiaires étant quant à elles estimées par interpolation ou extrapolation. Pour la commune, le premier recensement exhaustif entrant dans le cadre du nouveau dispositif a été réalisé en 2006.
En 2022, la commune comptait 1 486 habitants, en évolution de +6,14 % par rapport à 2016 (Finistère : +2,16 %, France hors Mayotte : +2,11 %).
| 1793 | 1800 | 1806  | 1821  | 1831  | 1836  | 1841  | 1846  | 1851  |
| ---- | ---- | ----- | ----- | ----- | ----- | ----- | ----- | ----- |
| 854  | 984  | 1 006 | 1 040 | 1 100 | 1 290 | 1 327 | 1 357 | 1 302 |

| 1856  | 1861  | 1866  | 1872  | 1876  | 1881  | 1886  | 1891  | 1896  |
| ----- | ----- | ----- | ----- | ----- | ----- | ----- | ----- | ----- |
| 1 289 | 1 201 | 1 205 | 1 153 | 1 134 | 1 143 | 1 165 | 1 179 | 1 201 |

| 1901  | 1906  | 1911  | 1921  | 1926  | 1931  | 1936  | 1946  | 1954  |
| ----- | ----- | ----- | ----- | ----- | ----- | ----- | ----- | ----- |
| 1 130 | 1 175 | 1 206 | 1 135 | 1 061 | 1 020 | 1 025 | 1 008 | 1 014 |

| 1962  | 1968  | 1975  | 1982  | 1990  | 1999  | 2006  | 2011  | 2016  |
| ----- | ----- | ----- | ----- | ----- | ----- | ----- | ----- | ----- |
| 1 009 | 1 007 | 1 023 | 1 060 | 1 124 | 1 144 | 1 219 | 1 337 | 1 400 |

| 2021  | 2022  | - | - | - | - | - | - | - |
| ----- | ----- | - | - | - | - | - | - | - |
| 1 467 | 1 486 | - | - | - | - | - | - | - |

### Évolution du rang démographique
| selon la population municipale des années : | 1968 | 1975 | 1982 | 1990 | 1999 | 2006 | 2009 | 2013 |
| Rang de la commune dans le département      | 181  | 171  | 162  | 161  | 162  | 160  | 159  | 152  |
| Nombre de communes du département           | 286  | 283  | 283  | 283  | 283  | 283  | 283  | 283  |

## Politique et administration

### Liste des maires
| Période                                  | Période  | Identité                      | Étiquette | Qualité                                                                       |
| ---------------------------------------- | -------- | ----------------------------- | --------- | ----------------------------------------------------------------------------- |
| 1792                                     | 1792     | Guillaume Kerbrat             |           | Cultivateur.                                                                  |
| 1792                                     | 1794     | Jean Tanguy [Tangui]          |           | Cultivateur.                                                                  |
| 1795                                     |          | Hervé Saliou                  |           | Cultivateur.                                                                  |
| 1808                                     | 1836     | Claude-Marie Le Guen          |           | Habitait le manoir et la métairie de Lannurien où il était fermier.           |
| 1836                                     | 1848     | Alain Guiader [Guyader]       |           | Cultivateur.                                                                  |
| 1848                                     | 1860     | Hervé Guyader                 |           | Habitait le manoir de Rochglass. Demi-frère d'Alain Guiader, maire précédent. |
| 1861                                     | 1873     | Étienne Caër                  |           | Maréchal-ferrant.                                                             |
| 1874                                     | 1882     | Paul Kerbrat                  |           | Cultivateur.                                                                  |
| 1882                                     | 1925     | Urbain de Quengo de Tonquédec |           | Propriétaire.                                                                 |
| 1925                                     | 1927     | Alain de Quengo de Tonquédec  |           | Fils d'Urbain de Quengo de Tonquédec, maire précédent.                        |
| 1928                                     | 1935     | Jean-Louis Pouliquen          |           | Cultivateur.                                                                  |
| 1935                                     | 1959     | Guillaume Caroff              |           |                                                                               |
| 1959                                     | 1977     | Jean Laurent                  |           |                                                                               |
| 1977                                     | 1983     | Jean-Pierre Abgrall           |           |                                                                               |
| 1983                                     | 1995     | Francis Bécam                 |           | Ancien policier, puis fonctionnaire du service de l'Équipement.               |
| 1995                                     | En cours | Jean Jézéquel                 | DVD       | Retraité                                                                      |
| Les données manquantes sont à compléter. |          |                               |           |                                                                               |

## Héraldique

Armes de la ville de Plougourvest.

Coupé émanché tréflé: au 1er de sinople plain, au 2e d'or chargé de deux croisettes de sable.

## Monuments

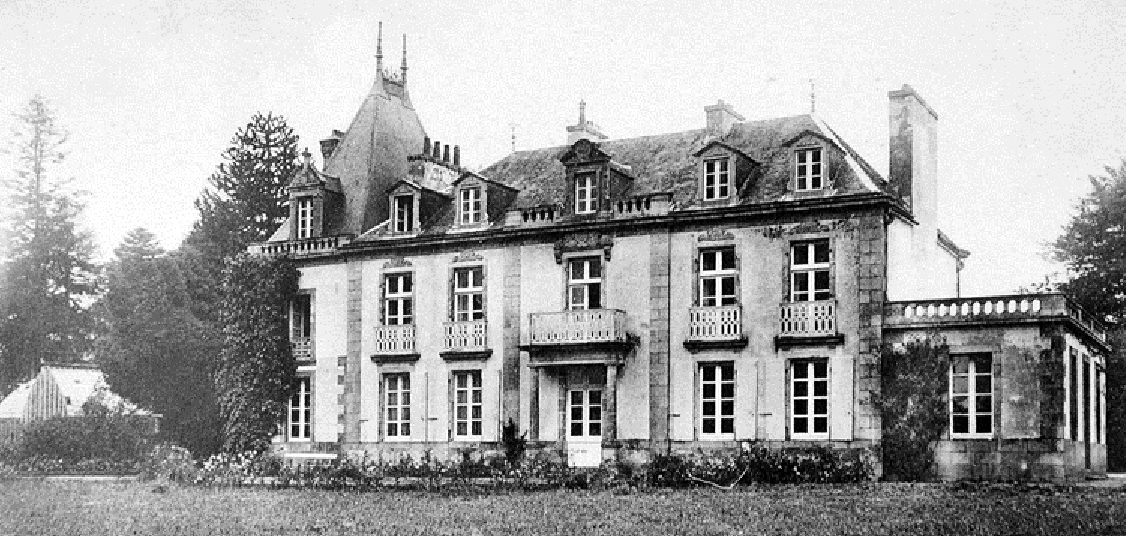
Le château de Kervoanec (désormais EHPAD, Établissement d'hébergement pour personnes âgées dépendantes).

- Le château de Kervoanec : la famille qui porte son nom y réside en 1503. Elle le cède en 1566 à Alain de Kéréhorat, seigneur de Kergournadec'h. En 1710, Renée Corentin Allain, seigneur de Pen-an-Ru, y habite. Après 1780, il passe par alliance à la famille Bizien de Lizart qui le lègue à la famille Quengo de Tonquédec, derniers propriétaires[80]. Le château actuel[81], reconstruit vraisemblablement pendant le deuxième quart du XIXe siècle, a été vendu en 1933 à la municipalité de Landivisiau, transformé en asile tenu par les sœurs du Saint-Esprit jusqu'en 1978 et reconverti en EHPAD (Établissement d'hébergement pour personnes âgées dépendantes, c'est-à-dire en maison de retraite pour personnes âgées) sous le nom de « Résidence Saint-Michel »[82].
- L'église paroissiale Saint-Pierre, inscrite au titre des monuments historiques en 2012[83].

« Malgré la désertion des fidèles et la multiplication des maisons dans le bourg, l'église en reste le centre. Elle est jolie et bien dégagée : un élégant clocher de 1588, un porche méridional de 1616, des fonts baptismaux de 1667, un autel et un retable légèrement antérieurs (...), plus deux bannières, un calice et une patène du XVIIe siècle, un ciboire du XVIIIe siècle et un beau reliquaire du XIVe siècle en argent ciselé ». Ces trésors ont été cachés lors de la Terreur, probablement au manoir de Lannurien.

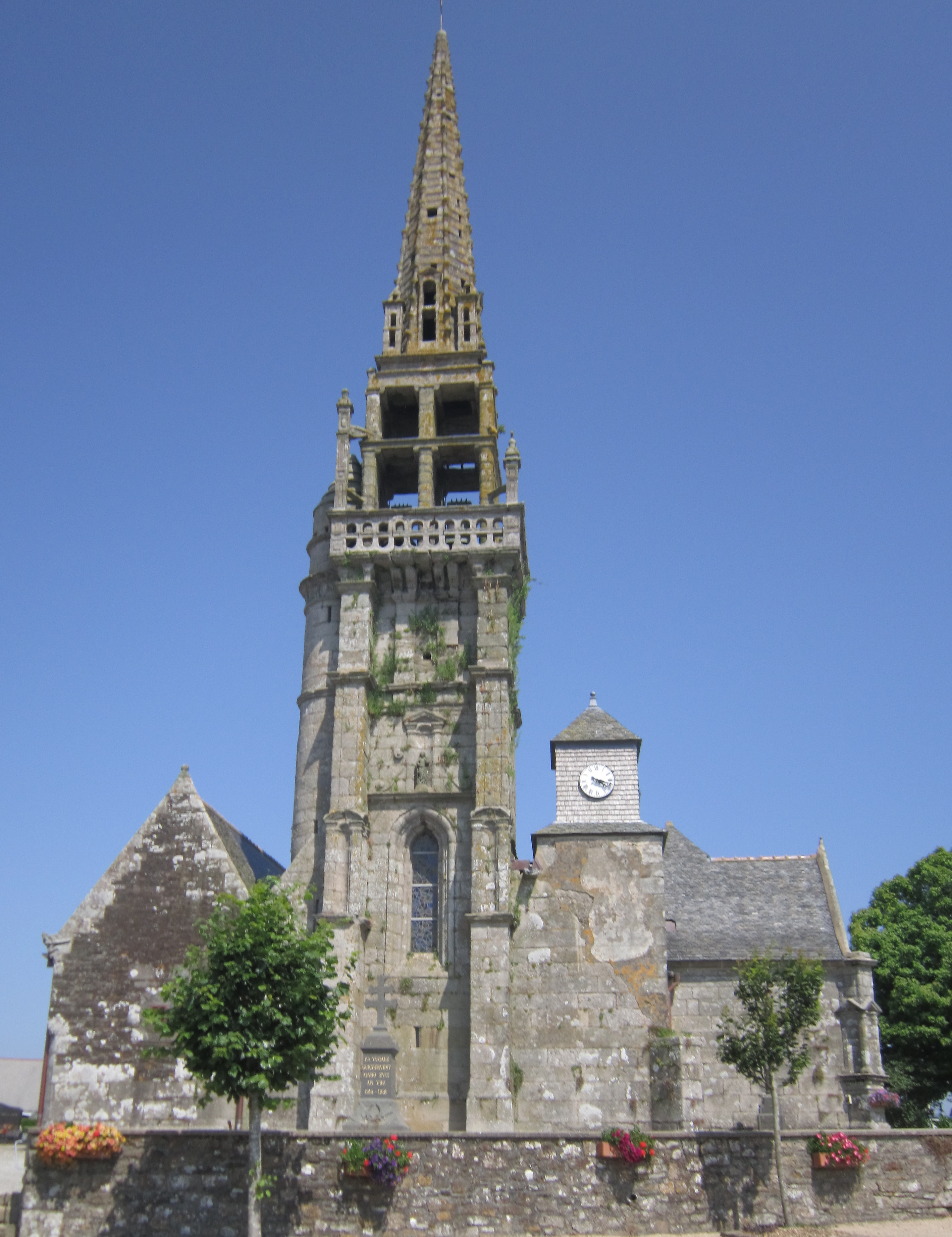
Église paroissiale Saint-Pierre : la façade.
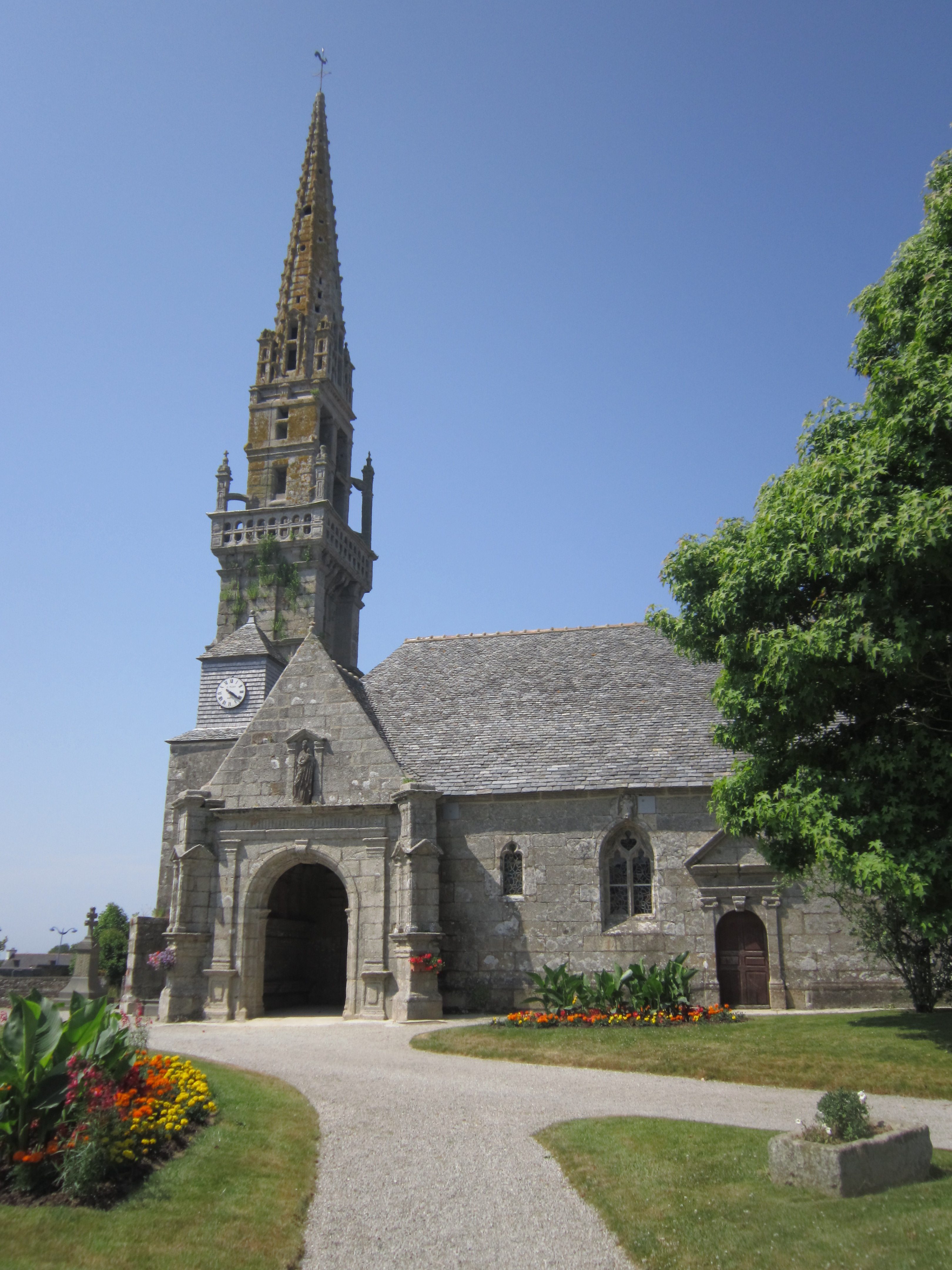
Église paroissiale Saint-Pierre : vue méridionale.
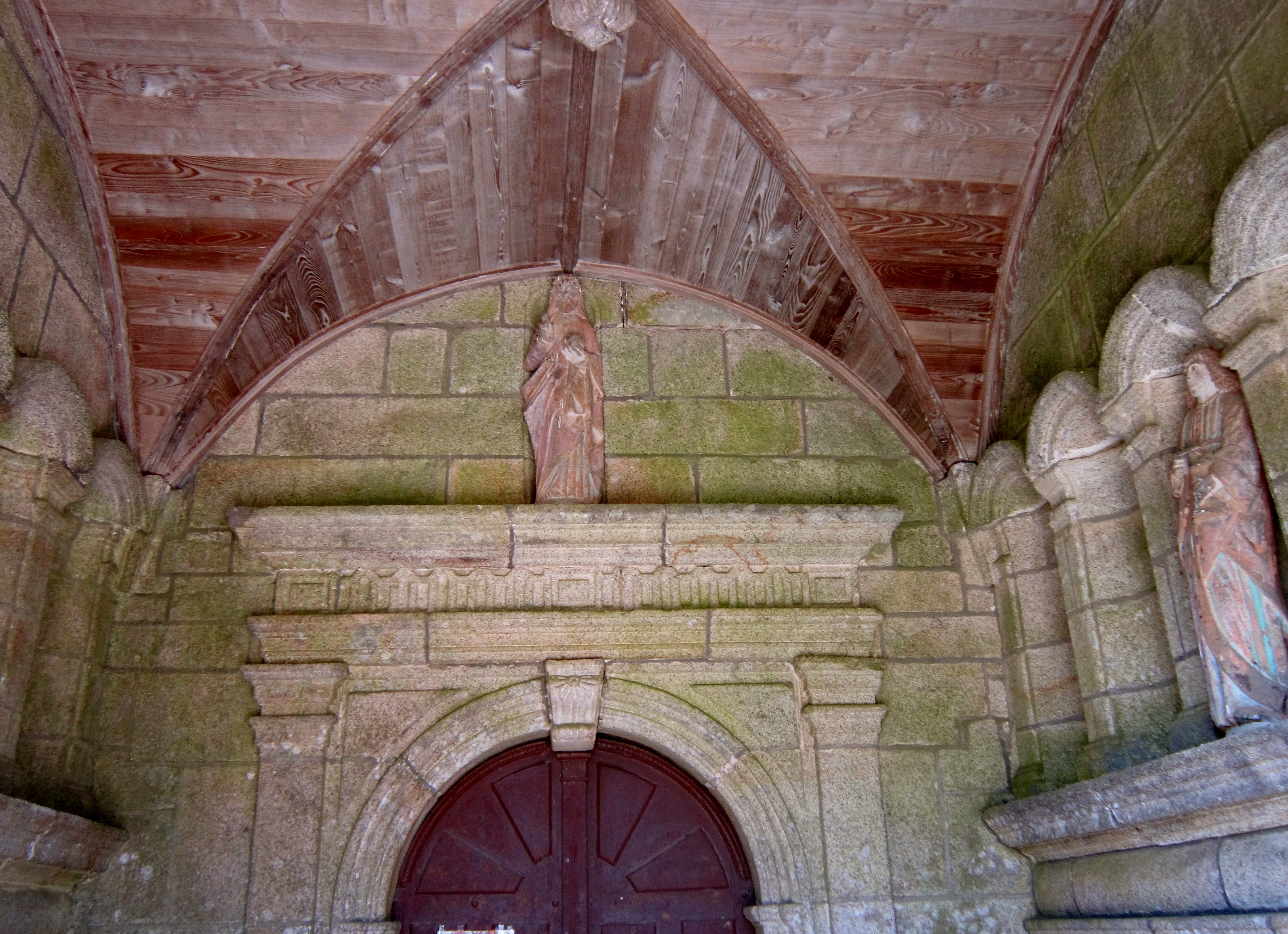
Église paroissiale Saint-Pierre : vue intérieure du porche méridional.
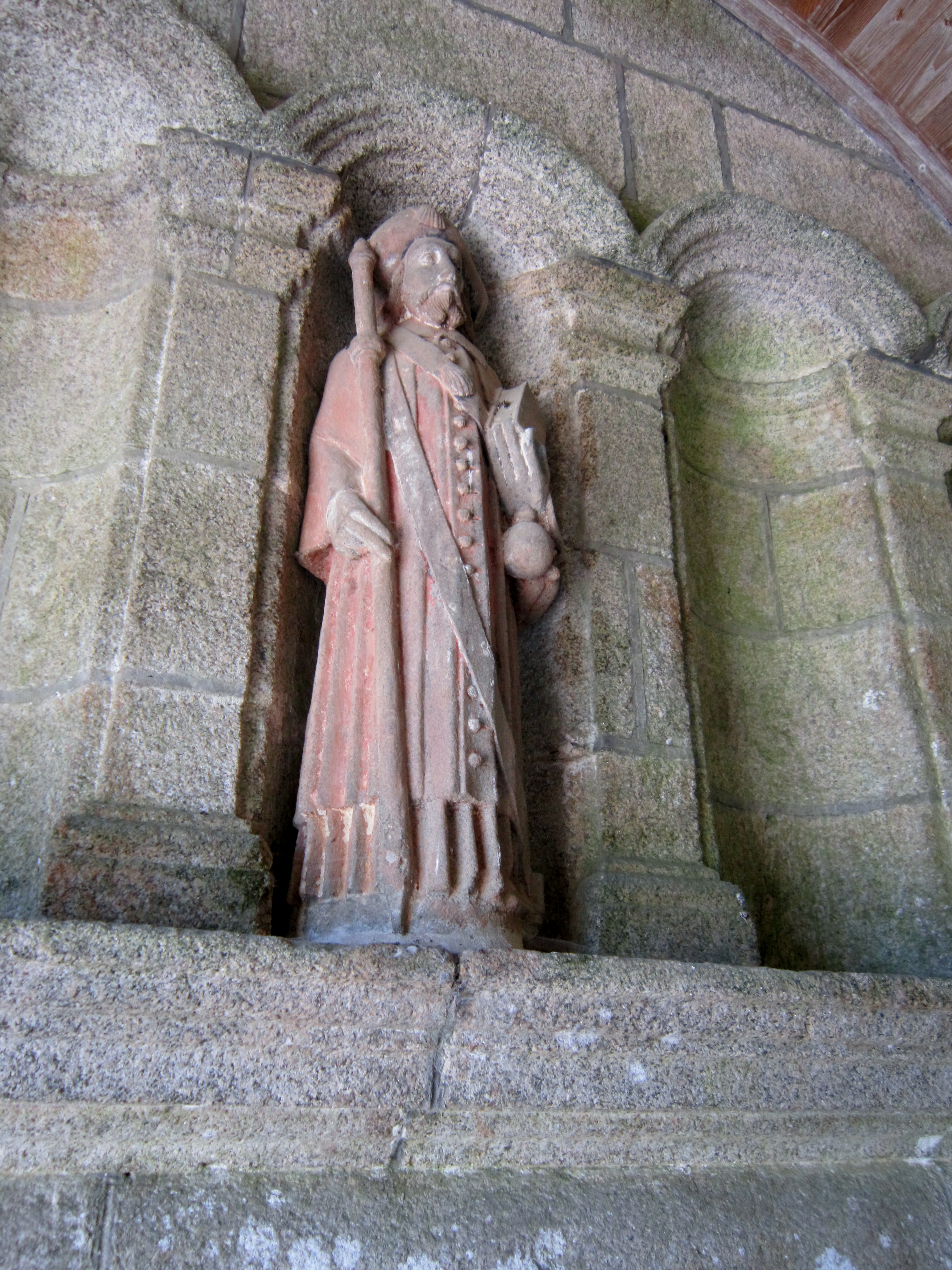
Église paroissiale Saint-Pierre : statue de saint Jacques-le-Majeur (porche méridional).
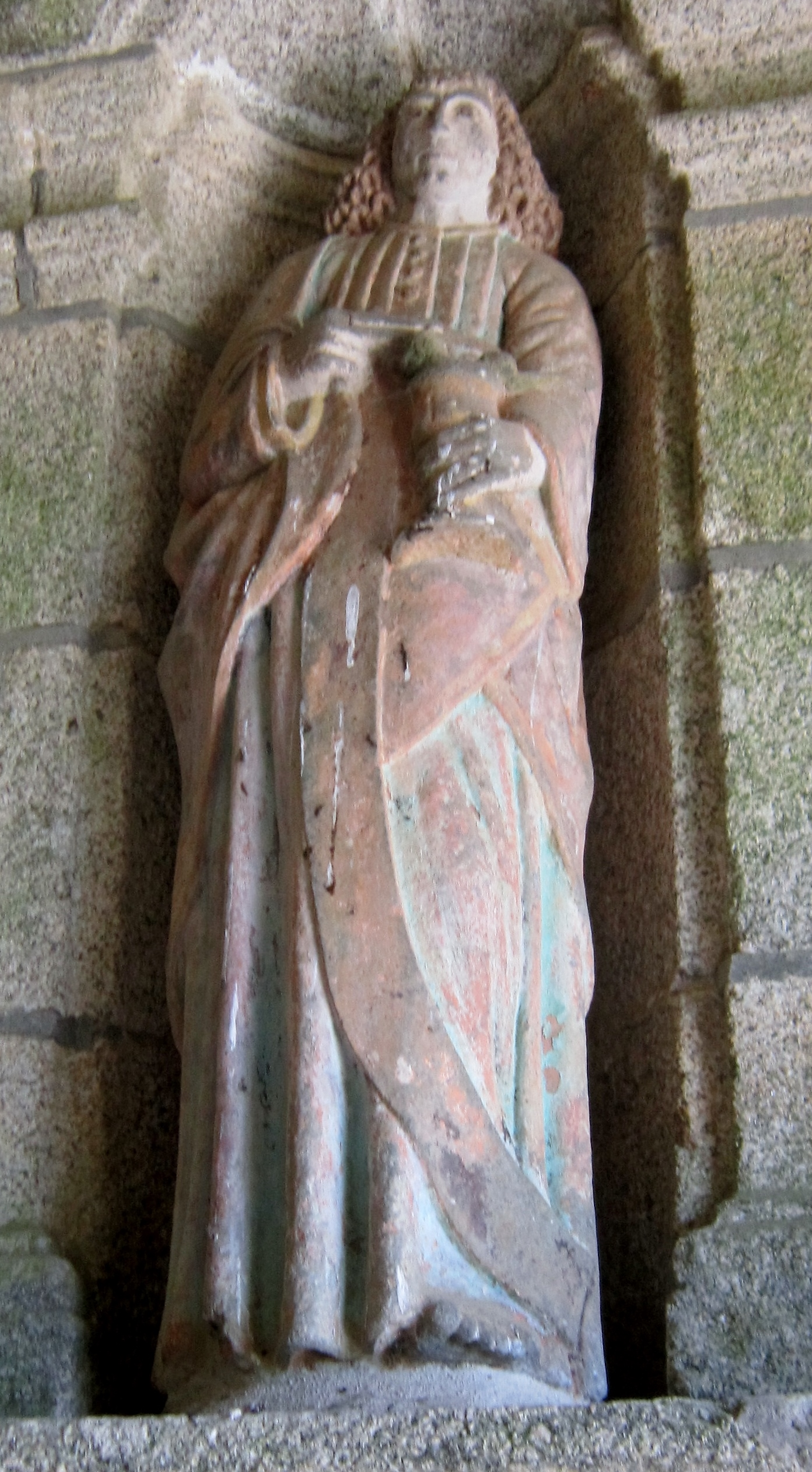
Église paroissiale Saint-Pierre : statue de saint Jean-l'Évangéliste (porche méridional).
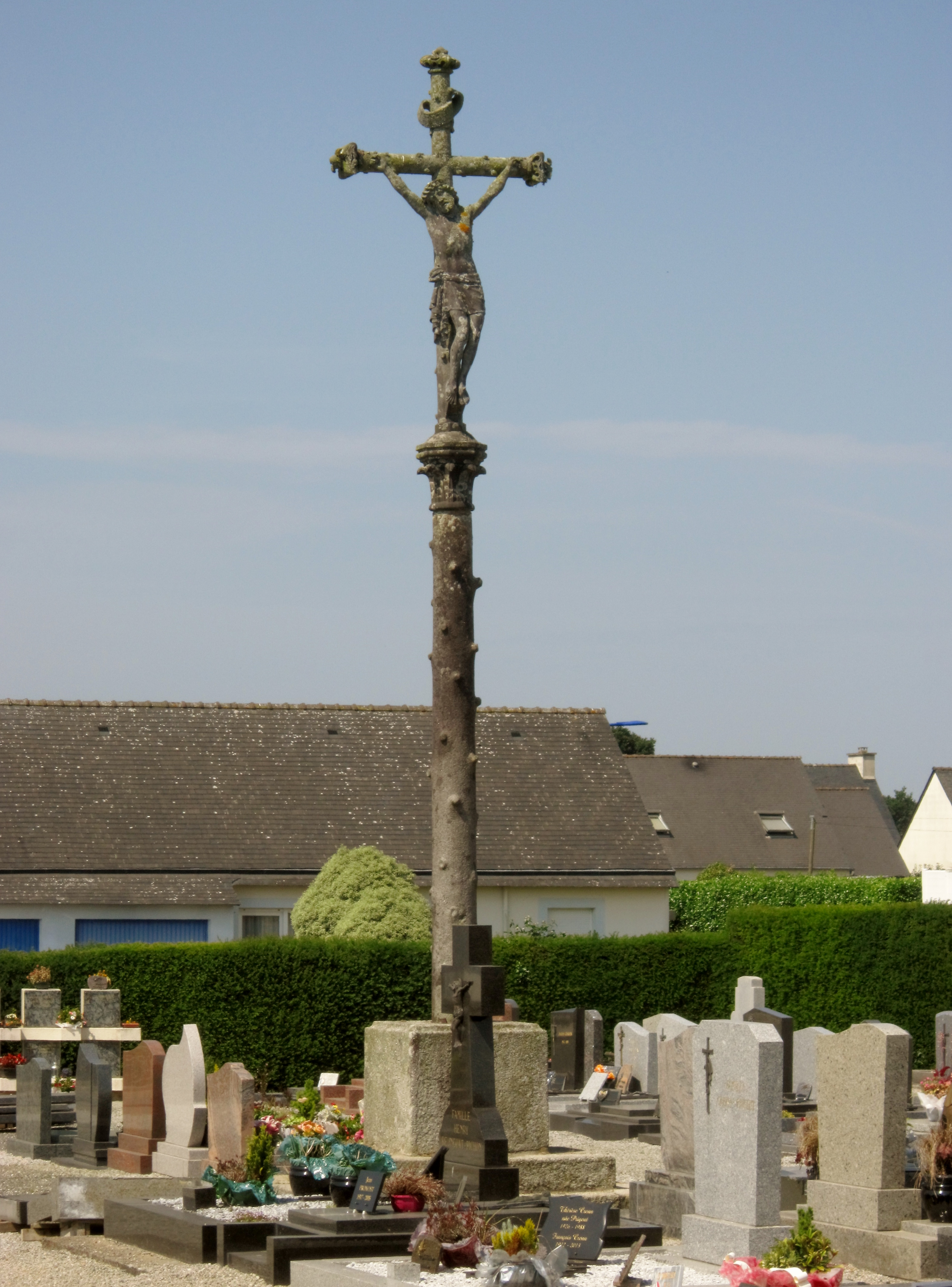
Le calvaire du cimetière.

- Quatre pierres rondes ont été exhumées en 1979 lors du déplacement d'un calvaire érigé en 1870 dans le cimetière ; le recteur d'alors les avait enterrées dans le soubassement du calvaire afin d'empêcher les femmes de venir s'y frotter le ventre en rite de fécondité[84].

## Naissances
- Jean Rohou